# Mike Bauer (tennista)
Mike Bauer (Oakland, 29 giugno 1959) è un ex tennista statunitense.

## Carriera
Ottenne il suo best ranking in singolare il 6 novembre 1984 con la 29ª posizione, mentre nel doppio divenne il 19 dicembre 1983, il 25º del ranking ATP.
In carriera, in singolare, vinse tre tornei del circuito ATP, tra i quali per due volte il South Australian Open nel 1982 e nel 1983; il primo torneo vinto in carriera fu però il Bangkok Tennis Classic nel 1982 dove superò con il punteggio di 6-1, 6-2, il connazionale Jim Gurfein.
Nove furono, invece, le vittorie nel circuito ATP ottenute in doppio, su un totale di quindici finali raggiunte. Nei tornei del grande slam raggiunse per tre volte i quarti di finale senza mai riuscire a superare il turno.

## Statistiche

### Tornei ATP

#### Singolare

##### Vittorie (3)
| Legenda singolare                                    |
| Grande Slam (0)                                      |
| ATP World Tour Finals (0)                            |
| ATP Super 9 / ATP Masters Series (0)                 |
| ATP Championship Series / ATP International Gold (0) |
| ATP World Series / ATP International Series (3)      |

| Numero | Data             | Torneo                              | Superficie    | Avversario in finale | Punteggio     |
| 1.     | 15 novembre 1982 | Bangkok Tennis Classic, Bangkok     | Sintetico (i) | Jim Gurfein          | 6-1, 6-2      |
| 2.     | 20 dicembre 1982 | South Australian Open, Adelaide (1) | Erba          | Chris Johnstone      | 4-6, 7-6, 6-2 |
| 3.     | 17 dicembre 1983 | South Australian Open, Adelaide (2) | Erba          | Miloslav Mečíř       | 3-6, 6-4, 6-1 |

##### Sconfitte in finale (1)
| Legenda singolare                                    |
| Grande Slam (0)                                      |
| ATP World Tour Finals (0)                            |
| ATP Super 9 / ATP Masters Series (0)                 |
| ATP Championship Series / ATP International Gold (0) |
| ATP World Series / ATP International Series (1)      |

| Numero | Data             | Torneo                       | Superficie | Avversario in finale | Punteggio     |
| 1.     | 10 dicembre 1983 | New South Wales Open, Sydney | Erba       | Joakim Nyström       | 6-2, 3-6, 1-6 |

#### Doppio

##### Vittorie (9)
| Legenda singolare                                    |
| Grande Slam (0)                                      |
| ATP World Tour Finals (0)                            |
| ATP Super 9 / ATP Masters Series (0)                 |
| ATP Championship Series / ATP International Gold (0) |
| ATP World Series / ATP International Series (9)      |

| Numero | Data             | Torneo                           | Superficie    | Compagno           | Avversari in finale               | Punteggio     |
| 1.     | 9 novembre 1981  | ATP Taipei, Taipei               | Sintetico (i) | John Benson        | John Austin Mike Cahill           | 6-4, 6-3      |
| 2.     | 23 novembre 1981 | Philippine International, Manila | Terra rossa   | John Benson        | Drew Gitlin Jim Gurfein           | 6-4, 6-4      |
| 3.     | 15 novembre 1982 | Bangkok Tennis Classic, Bangkok  | Terra rossa   | John Benson        | Charles Strode Morris Strode      | 7–5, 3–6, 6–3 |
| 4.     | 11 luglio 1983   | Mercedes Cup, Stoccarda          | Terra rossa   | Anand Amritraj     | Pavel Složil Tomáš Šmíd           | 4-6, 6-3, 6-2 |
| 5.     | 10 dicembre 1983 | New South Wales Open, Sydney     | Erba          | Pat Cash           | Broderick Dyke Rod Frawley        | 7-6, 6-4      |
| 6.     | 12 ottobre 1992  | Tel Aviv Open, Tel Aviv          | Cemento       | João Cunha e Silva | Mark Koevermans Tobias Svantesson | 6-3, 6-4      |
| 7.     | 15 marzo 1993    | Grand Prix Hassan II, Casablanca | Terra rossa   | Piet Norval        | Ģirts Dzelde Goran Prpić          | 7-5, 7-6      |
| 8.     | 25 ottobre 1993  | Movistar Open, Santiago del Cile | Terra rossa   | David Rikl         | Christer Allgårdh Brian Devening  | 7-6, 6-4      |
| 9.     | 17 ottobre 1994  | Vienna Open, Vienna              | Sintetico (i) | David Rikl         | Alex Antonitsch Greg Rusedski     | 7-6, 6-4      |

##### Sconfitte in finale (6)
| Legenda singolare                                    |
| Grande Slam (0)                                      |
| ATP World Tour Finals (0)                            |
| ATP Super 9 / ATP Masters Series (0)                 |
| ATP Championship Series / ATP International Gold (0) |
| ATP World Series / ATP International Series (6)      |

| Numero | Data              | Torneo                       | Superficie    | Compagno            | Avversari in finale          | Punteggio     |
| 1.     | 25 settembre 1983 | Hawaiian Open, Maui          | Cemento       | Scott Davis         | Tony Giammalva Steve Meister | 3-6, 7-5, 4-6 |
| 2.     | 24 dicembre 1984  | Melbourne Outdoor, Melbourne | Erba          | Scott McCain        | Broderick Dyke Wally Masur   | 7-6, 3-6, 6-7 |
| 3.     | 8 marzo 1993      | ATP Saragozza, Saragozza     | Sintetico (i) | David Rikl          | Martin Damm Karel Nováček    | 6-2, 4-6, 5-7 |
| 4.     | 14 giugno 1993    | Halle Open, Halle            | Erba          | Marc-Kevin Goellner | Petr Korda Cyril Suk         | 6-7, 7-5, 3-6 |
| 5.     | 11 ottobre 1993   | Tel Aviv Open, Tel Aviv      | Cemento       | David Rikl          | Sergio Casal Emilio Sánchez  | 4-6, 4-6      |
| 6.     | 18 ottobre 1993   | Vienna Open, Vienna          | Sintetico (i) | David Prinosil      | Byron Black Jonathan Stark   | 3-6, 6-7      |

### Tornei minori

#### Doppio

##### Vittorie (1)
| Legenda tornei minori |
| Challenger (1)        |
| Futures (0)           |

| Numero | Data          | Torneo                                      | Superficie    | Compagno        | Avversari in finale       | Punteggio     |
| 1.     | 1º marzo 1993 | Garmisch Challenger, Garmisch-Partenkirchen | Sintetico (i) | Alexander Mronz | Filip Dewulf Tom Vanhoudt | 7-6, 3-6, 6-2 |